# Gokyo Ri
Der Gokyo Ri (englisch Gokyo Peak) ist ein 5357 m hoher Berg im Mahalangur Himal in der Region Khumbu im Nordosten Nepals.

## Lage und Umgebung
Der Berg liegt an der Westseite des Ngozumpa-Gletschers zwischen den beiden Gokyo-Seen Dudh Pokhari und Tonak Pokhari. Das Gipfelpanorama umfasst an klaren Tagen fünf Achttausender: Mount Everest, Lhotse, Makalu, Kangchenjunga und Cho Oyu.

## Routen zum Gipfel
Die Besteigung des Gipfels erfolgt meist vom Dorf Gokyo aus, das an der Basis des Bergs und am Ostufer der Gokyo-Sees Dudh Pokhari liegt. Der Gipfelaufstieg ist eine einfache und gleichmäßig steile Bergwanderung an der Südostflanke des Bergs und dauert 2 bis 3 Stunden, wobei meist nur der etwas niedrigere Vorgipfel bestiegen wird.

## Gokyo Ri Trekking Trail

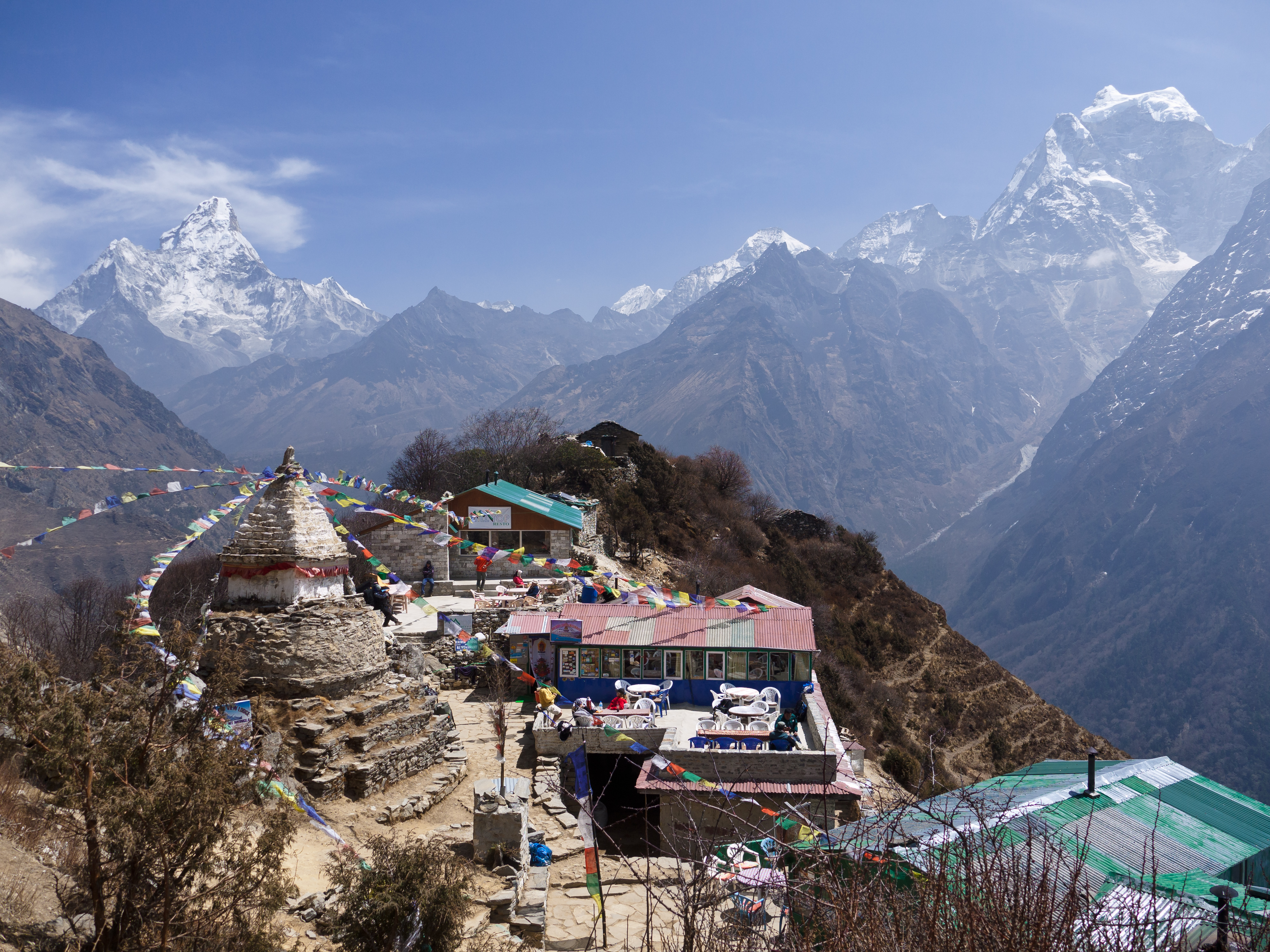
Eine Zwischenstation auf dem Gokyo Ri Trekking Trail

Der Gipfel ist der Endpunkt des Gokyo Ri Trekking Trail. Dieser Weg ist Teil einer alternativen, etwas längeren Route auf dem südwestlichen Weg zum Mount Everest. Der Trail zweigt in Sanasa von der Everest Base Camp Route ab. Ab dem Gokyo Ri führt er als Phorche Pangpoche Trail nach Pangpoche, wo er sich wieder mit der Everest Base Camp Route trifft.